# Фантоми
Фантоми (оригинално заглавие Spooks) е британски телевизионен сериал с шпионски сюжет, по идея на Дейвид Уолстенкрофт, с режисьори Олрик Райли, Сам Милър и Едуард Хол. В главните роли играят Ричард Армитидж, Питър Фърт, Хърмаяни Норис, Миранда Рейсън, Никола Уокър, Робърт Гленистър и Дженевив О'Райли. Сценаристи са Бен Ричардс, Зини Харис, Крисчън Спъриър, Дейвид Фар, Джак Лотиан, Джеймъс Дормър и Денис Кели. Филмът е продуциран от Би Би Си. Гледан е от над 9 милиона зрители в над 50 държави.  Филмът се излъчва от 2002 година и има десет сезона към декември 2012 г. 

## Награди
- БАФТА за най-добра телевизионна драма в сериал с най-добър реализационен екип; [1]
- Награда на Британското кралско телевизионно общество за най-добър драматичен сериал. [1]